# Trimma annosum
Trimma annosum är en fiskart som beskrevs av Richard Winterbottom 2003. Trimma annosum ingår i släktet Trimma och familjen smörbultsfiskar. Inga underarter finns listade i Catalogue of Life.